# Adolphe Noël des Vergers

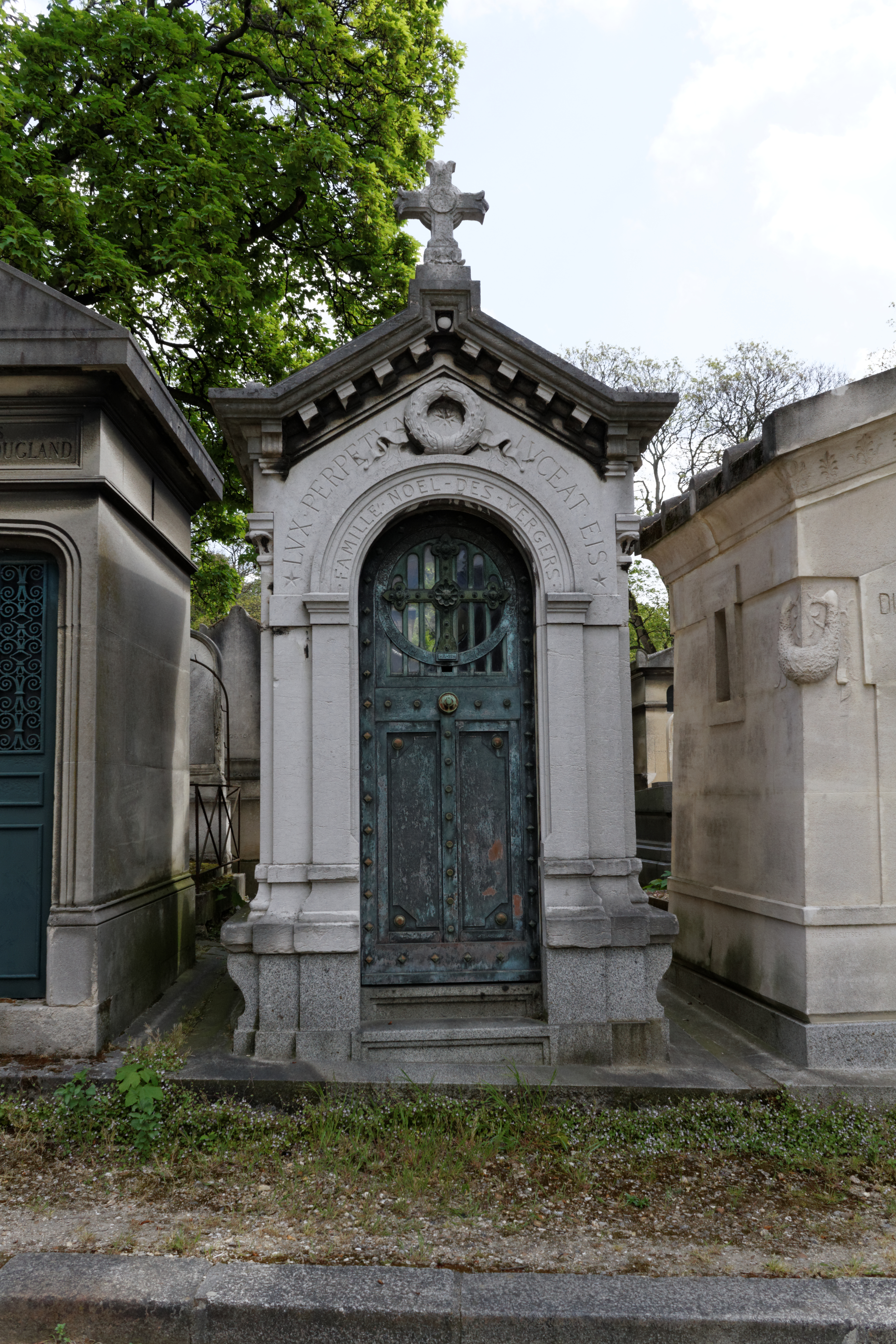
Adolphe Noel des Vergers gravplats på kyrkogården Père-Lachaise.

Joseph Marin Adolphe Noël des Vergers, född den 2 juni 1805 i Paris, död den 2 januari 1867 i Nizza, var en fransk orientalist.
Noël des Vergers genomreste 1842 Syditalien och Sicilien för att anställa forskningar rörande normannernas bosättning i dessa trakter. Han företog sedan resor i Grekland och orienten och ägnade slutligen tio år av sitt liv åt studier av etruskiska fornlämningar. Noël des Vergers utgav de av fransk översättning och noter beledsagade upplagorna av Abu'l-Fidas Vie de Mohammed (1837) och Ibn Khalduns Histoire de l'Afrique sous la dynastie des aghlabites (1841) samt författade Histoire de l'Arabie (1847), L'Étrurie et les étrusques (1862–1864), hans främsta arbete, liksom en mängd viktiga artiklar i Nouvelle biographie générale.